# Zrínyi György (tárnokmester)
Zrínyi IV. György (1549. április 13. – Vép, 1603. május 4.), a Šubić nemzetségből és a Zrínyi családból származó horvát főnemes, hadvezér, tárnokmester és asztalnokmester.

## Családja
Zrínyi Miklós horvát bán, szigetvári kapitány és Frangepán Katalin (†1561) fia volt. Rajta kívül volt még négy fiuk (II. János, Kristóf, Farkas és V. Miklós, közül Györgyöt csak az utóbbi élte túl, de ő soha nem nősült meg), valamint nyolc lányuk (Ilona, Katalin, Dorottya, Orsolya, Borbála, Margit, Anna és Magdolna). Zrínyi IV. Miklósnak volt még egy fia (Zrínyi János 1565-1612), aki második feleségétől, Rosenberg Évától született.
Zrínyi IV. György első felesége, D'Arco Anna grófnő már 1570-ben meghalt. Ebből a házasságból származott az 1625-ben gyermektelenül elhalt Zrínyi VI. Miklós. Ezután Stubenberg Zsófia grófnőt vette feleségül. E házasságából egy fia származott: Zrínyi V. György, későbbi horvát bán, Zrínyi Miklós, a költő és hadvezér apja. Rajta kívül még három lányuk volt Erzsébet, aki Erdődy II. Tamás horvát bán felesége lett, Zsuzsanna, aki Lenković Györgyhöz ment férjhez és Borbála. A Zrínyi család későbbi leszármazottai mind V. György és Széchy Magdolna házasságából származnak.

## Élete
Zrínyi IV. György 1549. április 13-án született feltehetően a család akkori birtokközpontjában Zriny várában. Nem ismert, hogy járt-e valamilyen külföldi iskolába, csak feltételezhető, hogy valamely itáliai, vagy ausztriai intézménybe járhatott, mivel anyja, Frangepán Katalin egy kaj horvát nyelven író, rendkívül művelt asszony volt, aki aligha mulasztotta volna el fia magasabb képzését. Mégcsak 17 és fél éves volt, amikor apja hősies szigetvári halála miatt 1566 szeptemberében át kellett vennie birtokainak irányítását. Erre az időre a Zrínyiek a Magyar-Horvát Királyság egyik leghatalmasabb családjává emelkedtek, melyet eredményes politikai lépéseiknek és birtokaik előnyös szerződések, házasság, adományozás és földvásárlás útján történt kiterjesztésének köszönhettek. Erre az időszakra esik a birtokközpontnak Zriny várából a muraközi Csáktornyára történő áthelyezése is, mely már apja idejében megkezdődött, és György gróf idejében fejeződött be. Amikor Zrínyi György a birtokok irányítását átvette, azok az Adriai-tenger partjától Nyugat-Magyarországig, egészen Vas vármegyéig húzódtak. A hatalmas birtokrendszer biztosította a család gazdag jövedelmeit, egyúttal magas társadalmi rangot biztosított a családnak. A birtokok jövedelmezőségét nagyarányú betelepítésekkel is biztosította. A muraközi és nyugat-magyarországi birtokaira Una-vidéki horvátokat telepített, de sok jobbágyot telepített le Bród és Moravica körül, valamint vinodoli birtokain is. A horvátországi birtokokra célzatosan vlahokat hozott. A török által kétszer is felégetett rakoveci uradalmat és a hozzá tartozó Vrbovecet horvátokkal, szlovénekkel, vlachokkal telepítette újra.
A birtokok a mezőgazdasági jövedelem mellett jelentős kiegészítő jövedelmekkel is rendelkeztek. Mivel a mezőgazdaságot amúgy is korlátozta az állandósult népességhiány, nagy jelentőségük volt a fa, vas és más ércek (arany, ezüst, ólom) kiviteléből származó jövedelmeknek. Ugyancsak jelentős pénzek folytak be a vinodoli kereskedelem haszonbérleteiből, valamint az utakon, folyami átkelőkön szedett út- és hídvámokból. Több vinodoli kikötőt adtak ki haszonbérbe főként velencei és trieszti családoknak, akik ennek fejében vám nélkül szabadon kereskedhettek. A Zrínyiek 1529-től pénzverési joggal is rendelkeztek ugyancsak jelentős bevételeket hozva. Nagy hasznot hozott az uszkók kalózok támogatása is, mely részben a kalózok felfogadásával, részben a rablott áruk megvásárlásával történt.
György gróf társadalmi rangjának megfelelően házasodott, amikor 1568-ban a régi tiroli nemesi család sarjával, D'Arco Anna grófnővel (1553-1570) adták össze. A fiatal grófnő azonban 1570-ben váratlanul elhunyt. Vita tárgya, hogy ebből a házasságból született-e György legidősebb fia, a gyermektelenül meghalt Zrínyi VI. Miklós (1570?-1625).

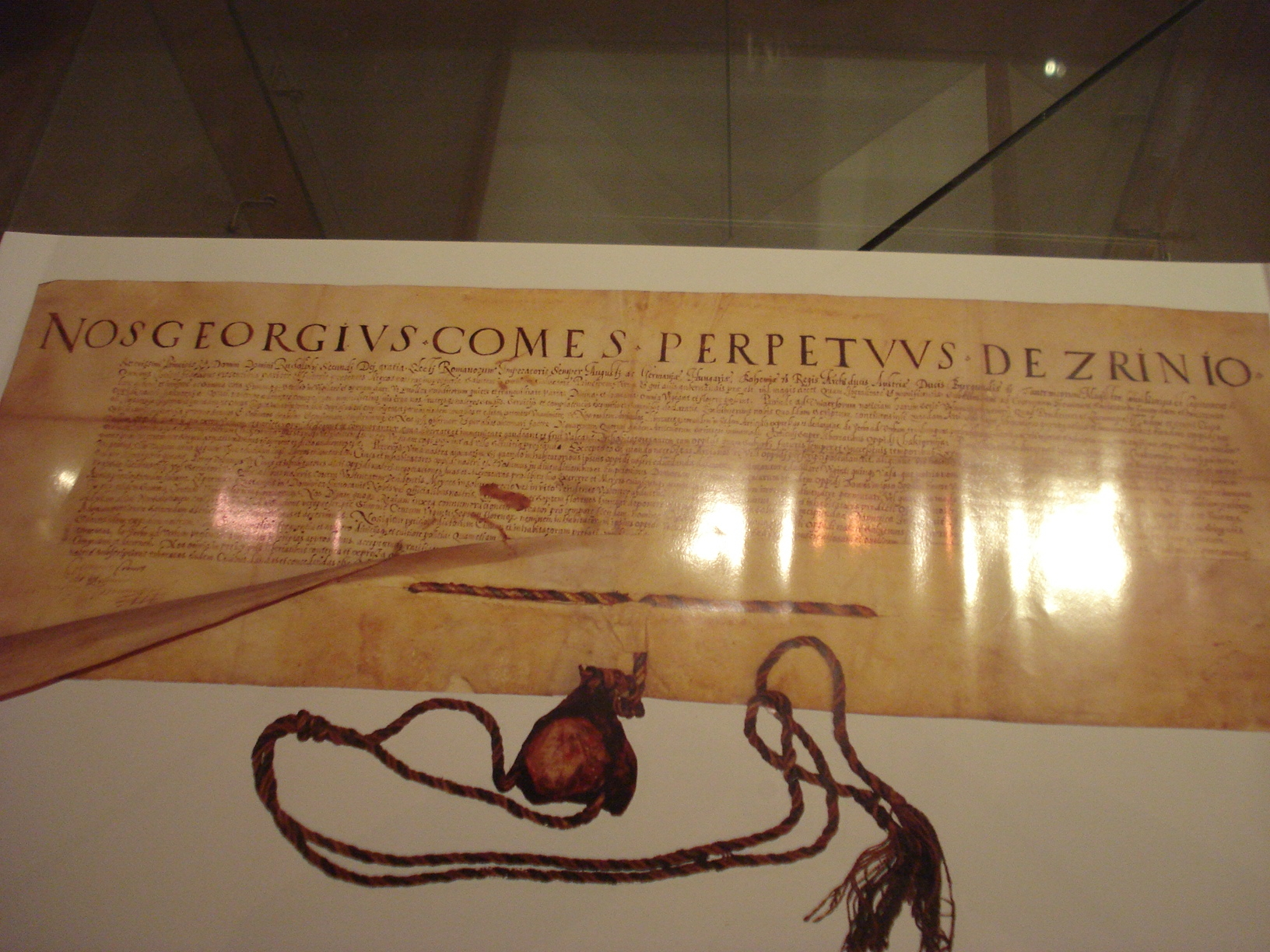
Zrínyi György 1579. május 29-én Csáktornyának kiadott kiváltságlevele

1577-ben a tekintélyes stájerországi családból származó Stubenberg Zsófiát vette feleségül, mely házasság hátterében valószínűleg a katonai határőrvidékek megszervezésével kapcsolatos kedvező pozíció megteremtése állt. Ausztriának ugyanis létérdeke volt a Belső-Ausztria és a Török Birodalom között fekvő Horvátország megvédése, amelyre II. Károly osztrák főherceg kapott megbízást. 1578-ban a főherceg Stájerország, Karintia, Krajna és a Görzi grófság rendjeit a Mura menti Bruck városába hívta össze. Itt alkották meg az un. Brucki libellust, mely a végvidékek fenntartására évenként több, mint félmillió forintot rendelt, melynek felét Stájerország, a másik felét pedig a többi tartományok fizették. 1579-ben elkezdődött Károlyváros erődjének építése, 1580-ban pedig megindult a határőrcsaládok (morlákok) betelepítése.
György 37 éven át töltötte be a családfői tisztet, mely során az erőtelkes török támadások közepette végig sikerült megőriznie birtokainak egységét. Testvéreit és lányait mind gazdag főnemesi családba házasította be úgy, hogy az nem ment a családi birtokok terhére. Tudatosan népesítette be az uradalmakat, így is növelve azok jövedelmezőségét. 1603. május 4-én hunyt el a végvári harcoktól távol eső, biztonságos Vép várában, mely akkor zálogbirtokai közé tartozott.

## Hadvezérként
György összesen 17 évig, 1574 és 1575 között, majd 1582-től 1598-ig volt dunántúli főkapitány, emellett 1574 és 1575 között, majd 1582-től 1590-ig kanizsai főkapitány is volt. Élete legnagyobb része az állandó hadakozással telt el. Az alig 23 éves gróf Légrád várának kapitányaként 1571 végén és 1572 elején a császári tiltás dacára nagy sereggel indult a török ellen a Dráva mentén. Berzencénél egyesülve Hans Globitzer kaproncai kapitánnyal és más kapitányokkal tucatnyi falut égetett fel sok foglyot és jószágot zsákmányolva. Miksa császár ezt meghallva nagyon felháborodott és éles hangú level küldött Zrínyinek, aki azt Batthyány grófnak továbbította. György 1572 februárjában Pozsonyba indult az országgyűlésre, de a levél miatt tervét megváltoztatva Bécsbe ment, hogy tisztázza magát.
1579-ben Erdődy Tamással, Batthyány III. Boldizsárral és Nádasdy Ferenccel az épülő Bajcsa vára alatt nagy győzelmet aratott Ali szigetvári pasa felett, legnagyobb részüket a környező mocsarakba szorította. 1580. június 27-én seregével szétszórta a Csákány sikertelen ostroma alól visszatérő, fosztogató török sereget. 1581-ben a gorbonoki vár romjainál Batthyány Boldizsárral és Nádasdy Ferenccel szétverte Iszkender pozsegai bég Kapronca felé portyázó seregét. A levágott ellenség száma olyan nagy volt, hogy az utat egy mérföld hosszan török hullák borították.
1587-ben Kanizsánál ugyancsak Batthyány III. Boldizsárral és Nádasdy Ferenccel legyőzte a Muraközből visszatérő török]] portyázókat. A csatában mintegy 2000 török veszett oda, sok pedig fogságba esett — köztük Mohammed pécsi, Hasszán koppányi bég, továbbá Berhám, Hasszán, Memis, Ozmán Cselebi és még több aga.
1593. június 22-én részt vett a győztes sziszeki csatában, melyben a keresztény erők szétverték Hasszán boszniai pasa Sziszek várát ostromló seregét. 1593. november 3-án egyik hadvezérként ott volt a pákozdi csatában, ahol a császári erők nagy győzelmet arattak Szinán budai pasa húszezer fős serege felett. 1594-ben visszafoglalt a töröktől több Dráva-menti várat. 1595-ben Erdődy Tamással karöltve Herberstein, Eggenberg és Lenkovics német parancsnokokkal előbb Babócsát, majd szeptemberben Petrinyát és Hrasztovicát foglalta el, végül novemberben Bihácsot rohanták meg és égették fel. 1597-ben részt vett Pápa várának visszafoglalásában.
Nemcsak eltűrte, de támogatta is az uszkókok kalózkodását. 1592. július 10-én az uszkókok állandó fosztogatásainak megtorlásául a velenceiek a Bakar (Buccari) alatti tengeri csatát követően elfoglalták Bakar várát, melyet teljesen kiraboltak. György 1599-ben bosszúból nyolcszáz marhát és négyszáz tallért rabolt el a velenceiektől azzal az indokkal, hogy a velenceiek a töröknek szállítanak árukat.

## A reformáció és a kultúra támogatója
Zrínyi György már kiskorában befogadta a reformáció eszméit, és evangélikus papokat hozott a horvát plébániákra. Ez a tett a katolikus papok és a többségében a pápához hű lakosság lázadását váltotta ki. Buzgó lutheránus volt, aki szívén viselte a vallásos és egyéb irodalmi művek terjesztését. 1570-ben nyomdát alapított, amely a Csáktornya melletti Drávavásárhelyen (Nedelišće) működött. Az első nyomdász, akit Drávavásárhelyre hívott a svájci származású osztrák Hoffhalter Rudolf volt. 1574-ben nyomtatták itt az első és egyben legrégebbi fenn maradt, a horvát nyelv kaj dialektusában nyomtatott művet, „Decretum tripartitum” címmel. A mű valójában Werbőczy István nevezetes hármas törvénykönyvének volt a fordítása. A művet Zrínyi Györgynek „Zrin örökös grófjának, ő császári és királyi felsége magyarországi tárnokmesterének, asztalnokának és kapitányának” ajánlotta.

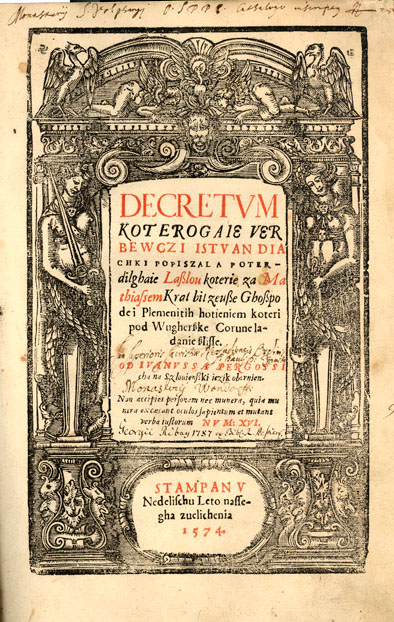
Werbőczy Tripartitumának 1574-es nedelišćei kiadása

A „Decretum” mellett más könyvek is megjelentek itt, köztük Mihajlo Bučić belicai plébános három könyve: „Novi zakon”, „Kerstjanski nauk” és „Contra praensentiam corporis et sanguinis Christi in sacramento Eucharistiae”. Bučićot az egyház kiátkozta, és Zrínyi grófnál talált menedéket, ahol nyugodtan dolgozhatott és terjeszthette nézeteit. Az itteni nyomdában megjelent könyvek nagy része nyomtalanul eltűnt, különösen a protestantizmus terjedésének megállítása és a katolicizmus helyreállítása után. Egyes források szerint a nyomda 1586-ig működött.
Egy másik nyomdász, Johannes Manlius 1585-ben érkezett egy másik Zrínyi-birtokra, Monyorókerékre. A következő két évben Varasdon is dolgozott. 1587-ben Monyorókeréken jelent meg a harctéri tudósításokat tartalmazó „Neue Zeitung”. 1592-1593-ban Monyorókeréken és Németlövőn működött, ahol főként magyar nyelven tizenkét, illetve tizennégy művet adott ki. Manlius a Zrínyieknél többnyire prózai, költői műveket, protestáns vallási irodalmat, kalendáriumot adott ki. Zrínyi a nyomdászok mellett szívesen hívott az udvarába vándorzenészeket, akikkel koncerteket, zenés estélyeket szervezett.
Zrínyi gróf a horvát mellett folyékonyan beszélt magyarul is, de latinul nem tudott. Ez egy 1602-ben Vépen kelt leveléből derül ki, melyhez mellékelte Čikulin zenggi püspök latin nyelven írt levelét. Ebben leírja, hogy a mellékelt levélből egy szót sem ért, ezért ne küldjön a számára latin nyelvű levelet, hanem fordítsa le horvátra, mert Vépen nincs olyan ember, aki lefordítaná. Egy másik levelében azt írja a püspöknek, hogy küldjön dalmát könyveket, ne latinokat. Az ismert történész Laszowski azonban megjegyzi, hogy ezeket a bátyja írhatta, mert furcsa lenne, ha György gróf nem tudna latinul, hiszen Padovában tanult.